# 塔博雷区
塔博雷区（羅馬化：Taborinskiy rayon）是俄罗斯斯维尔德洛夫斯克州的一个区，行政中心为塔博雷。该区2021年人口有2,893人；2010年人口3,574；2002年人口5,089；1989年人口7,121。